# Nérigners

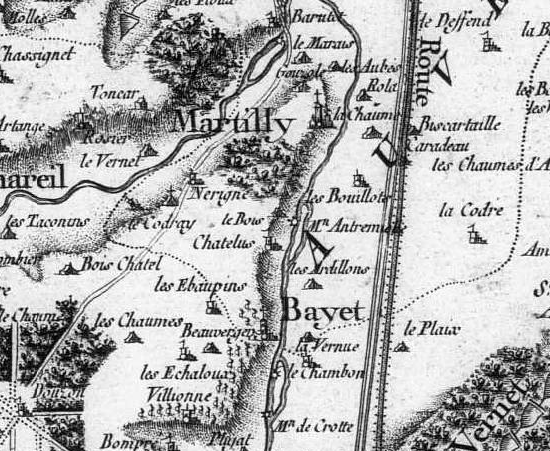
Karte von César François Cassini de Thury aus dem 18. Jahrhundert

Der Weiler Nérigners wurde zwischen 1790 und 1794 an die Gemeinde Bayet im Département Allier im Norden der Region Auvergne-Rhône-Alpes angeschlossen wurde. Nérigners liegt circa eineinhalb Kilometer nordwestlich von Bayet. 

## Sehenswürdigkeiten
- Rechteckiger Taubenturm, erbaut im 19. Jahrhundert